# Paweł Bednarek
Paweł Bednarek – polski biolog i biochemik, pracownik naukowy Instytutu Chemii Bioorganicznej PAN, gdzie kieruje Zakładem Metabolomiki Funkcjonalnej Roślin. Specjalizuje się w fitochemii.

## Życiorys
W 2001 r. w Instytucie Chemii Bioorganicznej PAN obronił rozprawę doktorską pt. Akumulacja i wydzielanie metabolitów wtórnych przez łubin biały (Lupinus albus L.) poddany działaniu czynników, wykonaną pod kierunkiem prof. Macieja Stobieckiego. Stopień doktora habilitowanego nauk biologicznych uzyskał w 2011 r. na UAM. W 2020 r. z otrzymał tytuł profesora nauk ścisłych i przyrodniczych. Do 2024 r. wypromował 4 doktorów.

## Projekty badawcze
Kierowane projekty badacze finansowane przez:
- EMBO[4]:
  - Metabolity wtórne w oddziaływaniach roślin z mikroorganizmami (Installation Grant, 2010–2015)
- Narodowe Centrum Nauki[5][6]:
  - Roślinne metabolity wtórne w kontroli kolonizacji roślin przez mikroorganizmy (SONATA BIS 2; 2013–2018)
  - Molekularne mechanizmy utraty szlaku metabolicznego na przykładzie gatunków blisko spokrewnionych z rośliną modelową Capsella rubella (OPUS 9; 2016–2019)
  - Funkcja roślinnych metabolitów wtórnych w promocji wzrostu indukowanej przez endofity grzybowe (HARMONIA 7; 2016–2020)
  - Wpływ subkomórkowej lokalizacji wybranych enzymów na specyficzność ich funkcji w biosyntezie i metabolizmie bioaktywnych związków wytwarzanych przez rośliny z rodziny Brassicaceae (OPUS 16; 2019–2024)
  - Międzygatunkowa inżynieria szlaków metabolicznych jako narzędzie w badaniu funkcji metabolitów wtórnych w systemie immunologicznym roślin (OPUS 18; 2020–2024)
  - Molekularne podstawy modyfikacji i aktywacji glukozynolanów w odporności roślin Brassicaceae na infekcję (OPUS 20; od 2021)